# Петулень
Петулень, Петулені (рум. Pătuleni) — село у повіті Арджеш в Румунії. Входить до складу комуни Ретешть.
Село розташоване на відстані 80 км на північний захід від Бухареста, 27 км на південний схід від Пітешть, 116 км на північний схід від Крайови, 108 км на південь від Брашова.

## Населення
За даними перепису населення 2002 року у селі проживали 1015 осіб. Усі жителі села рідною мовою назвали румунську.
Національний склад населення села:
| Національність | Кількість осіб | Відсоток |
| -------------- | -------------- | -------- |
| румуни         | 960            | 94,6%    |
| цигани         | 55             | 5,4%     |